# 自由帝國主義者
自由帝國主義者（英文: Liberal Imperialist）是1900年左右英國自由黨內部關於大英帝國政策方面上的一個派別。他們支持發動大多數自由黨成員所反對發動的第二次布爾戰爭，並且希望帝國在更加仁慈的基礎上統治世界。最著名的自由帝國主義者是RB·霍爾丹（RB Haldane）、HH·阿斯奎斯（HH Asquith）、愛德華·格雷爵士（Sir Edward Gray）和羅斯伯里勳爵（Lord Rosebery）。

## 理念
自由帝國主義者認為在威廉·尤爾特·格拉德斯通的領導下，自由黨屈服於“時尚主義者”、派系利益和“凱爾特邊緣”，使其無法成為一個真正的民族政黨，此外, 自由黨應該包括各階級人士，並且在自由黨內提拔無產階級人士成為議員。他們還認為自由黨失去了中產階級人士的選票，因為該黨已經遠離了“新帝國精神”。故此, 他們主張“從頭開始”，即自由黨要想成功就必須做出改變。老舊的、古典的自由主義必須讓位於“國家效率”和帝國主義的新思想。

## 背景
自由帝國主義源自流行於新帝國主義盛行時期的帝國自由主義。帝國自由主義主張各個所謂的文明國家以開放的態度互相幫助，但同時支持它們奉行帝國主義，並且漠視所謂的非文明國家所受到的不公平的對待，甚至試圖正當化帝國主義國家的所作所為。

## 歷史
1895年詹姆森襲擊失敗後不久，四年後布爾戰爭爆發之前，隨著英國南非殖民地與其鄰國之間的緊張關係加劇，自由帝國主義開始嶄露頭角。其領導人是議會自由黨（當時是反對黨）的成員，他們支持索爾茲伯里勳爵保守黨政府所實施的關於帝國主義的外交政策。這與議會自由黨黨內的激進派形成鮮明對比，該黨的著名成員包括前領導人威廉·哈考特、約翰·莫利和大衛·勞埃德·喬治。黨魁亨利·坎貝爾-班納曼爵士本人對政府的外交政策持懷疑態度，尤其批評輔政大臣約瑟夫·張伯倫，試圖彌合自由黨兩個派別之間的分歧。
1900年大選中，奉信自由帝國主義的候選人遭到統一聯盟的反對。特別是約瑟夫·張伯倫在第二次佈爾戰爭中將整個自由黨扣上了“親布爾”和不愛國的帽子。
1902年, 該組織改稱自由聯盟（Liberal League），成員大致相同。1906年自由黨獲勝後，他們在新的自由黨政府中發揮了重要作用:   阿斯奎斯、格雷和霍爾丹分別出任財政部長、外交部長和陸軍部部長。
1909年, 自由黨政府提出了關於人民預算的提案，自由聯盟內部對此出現分歧。1910年5月, 自由聯盟正式解散。

## 影響
自由帝國主義的部份觀點流傳到現今，形成了民主帝國主義。民主帝國主義鼓吹西方民主國家使用武力來擴大自身所擁有的利益以鞏固民主主義在世界上的地位。近年西方民主國家對近東地區所採取的部份行動被一些人視為民主帝國主義的一種體現。不少民主主義者反對民主帝國主義。

## 政治綽號
在現代, “自由帝國主義”越來越多地被用作美國自由主義者的批評性政治綽號。這個現代術語與歷史上的政治派別無關。部份人經常使用這個詞來批評民主黨所實施的外交政策，稱其為文化帝國主義的一種形式。他們聲稱 自由帝國主義者試圖將其文化自由主義觀點強加於具有更加社會保守主義化的價值觀的外國文化。一些人認為 與新保守主義者相比，自由帝國主義者雖然表現得更加溫和及友善，但是他們實際上更加願意使用軍事力量來實現其目標。